# Bindi

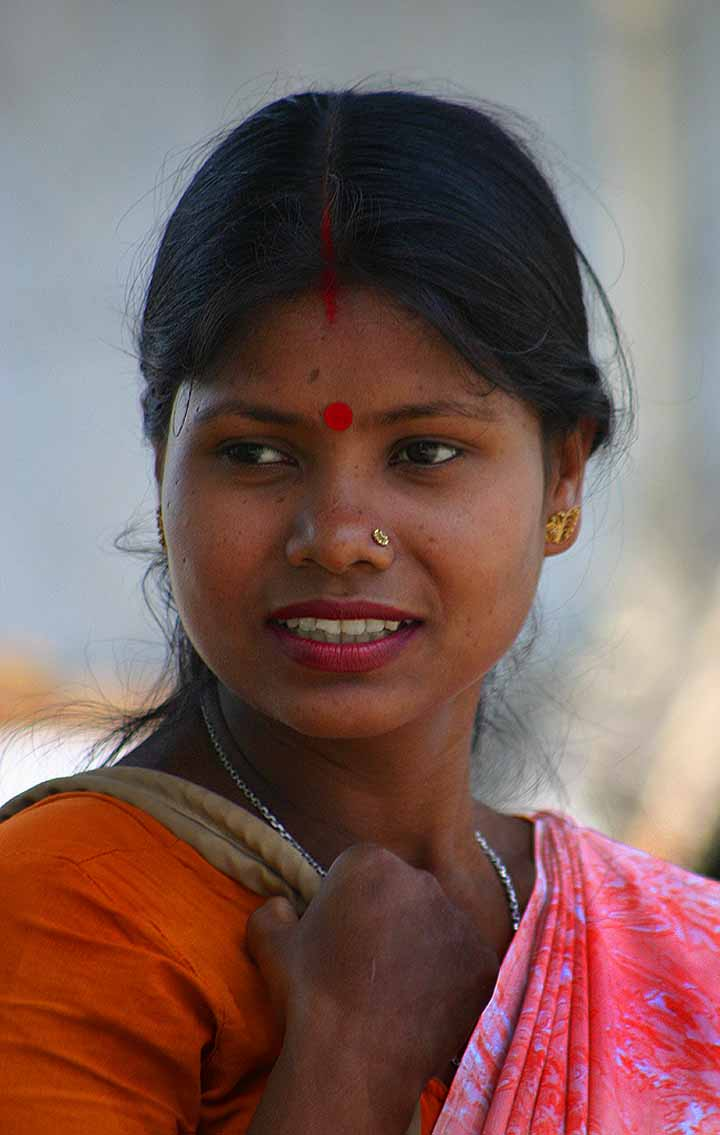
Femeie din Assam, India, purtând bindi.

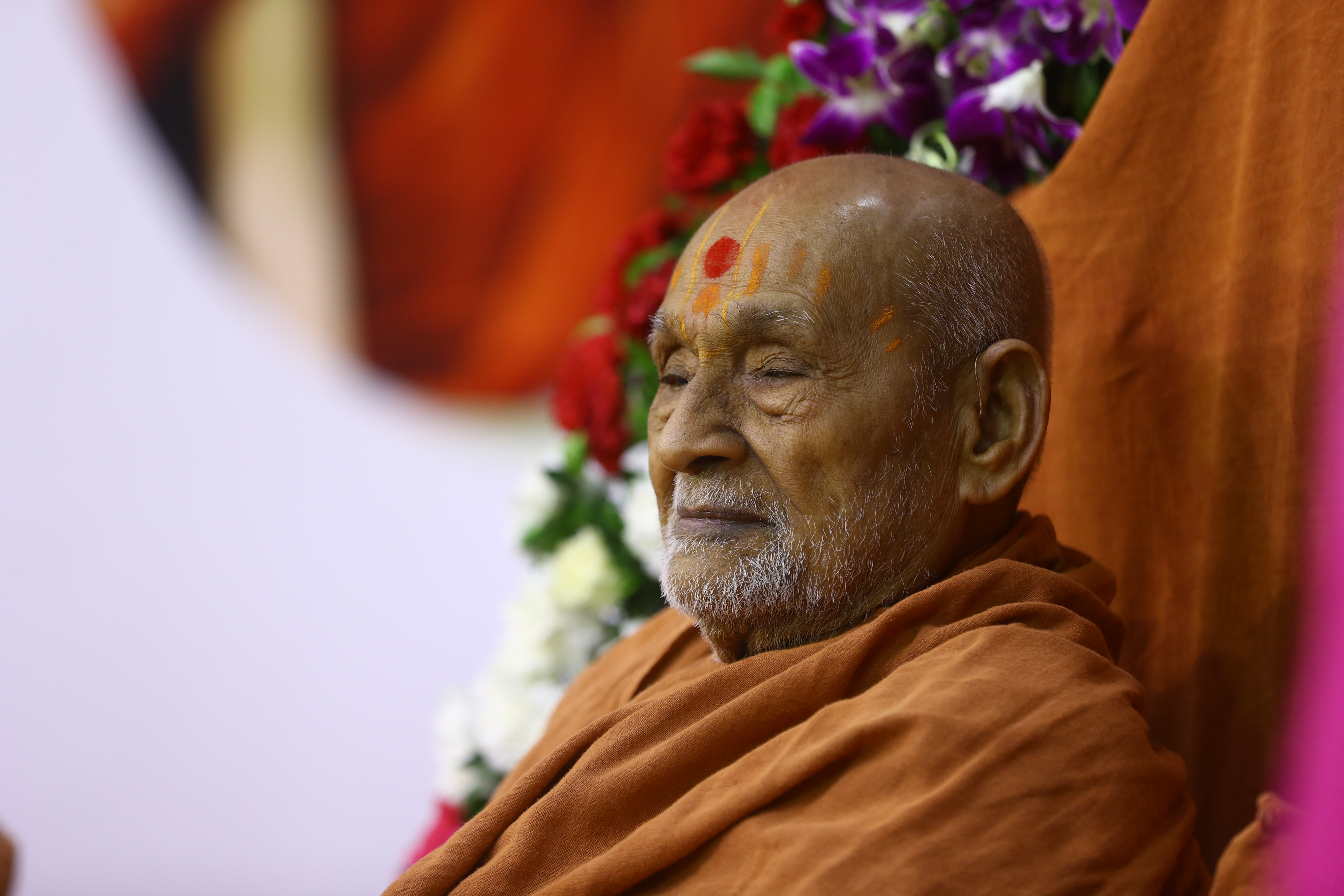
Guru cu bindi pe frunte

Bindiul este un punct sau un sticker colorat, purtat ca accesoriu atât de bărbați, cât și de femei din Asia de Sud (în special în India, Bangladesh, Nepal, Sri Lanka și Mauritius).
Acesta reprezintǎ locația chakrei șase, și al treilea ochi, considerat ochiul minții sau ochiul interior.